# Sigismund Friedrich Hermbstädt

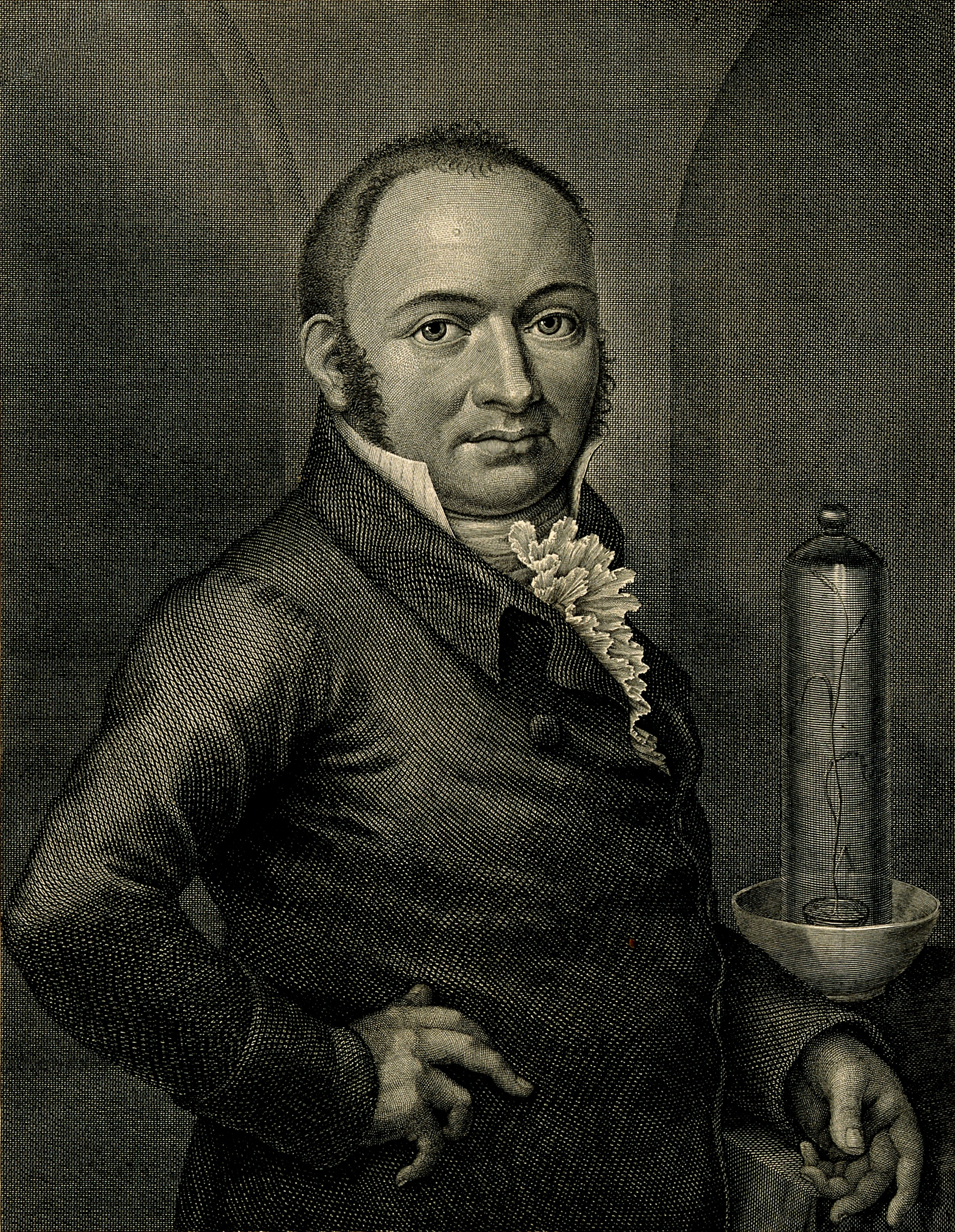
Porträt von 1808

Sigismund Friedrich Hermbstädt (* 14. April 1760 in Erfurt; † 22. Oktober 1833 in Berlin) war ein deutscher Apotheker, Chemiker, Brauwissenschaftler, technischer Schriftsteller, Technologe und „Unternehmensberater“.
Hermbstädt setzte sich zeit seines Lebens für die Verbreitung handwerklicher und industrieller Techniken ein. Hierzu hielt er Unterrichtskurse für Gewerbetreibende ab und veröffentlichte eine Vielzahl von Abhandlungen und Büchern, in denen er auf die Technologien sowie die Physik und Chemie der dargestellten Verfahren einging. Er leistete einen wesentlichen Beitrag zur Modernisierung und Rationalisierung von Landwirtschaft, Industrie und Gewerbe in Preußen zu Beginn des 19. Jahrhunderts.

## Leben
Nachdem er in seiner Heimatstadt die St.-Michaelis-Schule, eine Volksschule, und 1773 bis 1774 das Ratsgymnasium besucht hatte, begann Hermbstädt in Erfurt eine Apothekerlehre, vermutlich in der Schwan-Apotheke von Wilhelm Bernhard Trommsdorff. Daneben besuchte er an der Universität Vorlesungen über Arzneiwissenschaft und Chemie. Nach der Promotion ging er als Repetent nach Langensalza in die von Johann Christian Wiegleb begründete pharmazeutische Lehranstalt. 1781 trat er eine Stelle als Gehilfe in der Ratsapotheke in Hamburg an.
1783 führte er als Verwalter die Berliner Apotheke Zum weißen Schwan, die Apotheke des verstorbenen Valentin Rose dem Älteren, in der bis 1780 auch Martin Heinrich Klaproth tätig gewesen war. Zugleich setzte er seine Studien am königlichen Collegium medico-chirurgicum fort, dort lernte er auch Christian Gottlieb Selle, Leibarzt des preußischen Königs und Geheimer Rat, kennen. 1786 unternahm er eine Studienreise nach Thüringen in den Harz und in das sächsische Erzgebirge. In Göttingen, Halle, Leipzig und Freiberg verweilte er länger und schloss Bekanntschaft mit Johann Beckmann, Georg Christoph Lichtenberg, Johann Friedrich Gmelin, Georg Forster, Ernst Hebenstreit, Abraham Gottlob Werner, Christlieb Ehregott Gellert, Johann Friedrich Lempe und Johann Gottfried Hoffmann. Ende 1787 privatisierte Hermbstädt wieder in Berlin und hielt Privatvorlesungen über Chemie, Physik, Technologie und Pharmazie. 1789 gründete er in Berlin eine „Chemische Pensionsanstalt für Jünglinge“, um angehenden Apothekern eine solide chemische Ausbildung zu vermitteln.
1791 erfolgte in Berlin seine Berufung als ordentlicher Professor für Chemie und Pharmazie an das Collegium medico-chirurgicum. Gleichzeitig betraute man ihn auch mit der Verwaltung der königlichen Hofapotheke, eine Aufgabe, die er sieben Jahre lang wahrnahm. In dieser Zeit erfolgten die Ernennung zum Rat am Obercollegium medicum, zum Assessor des königlichen Manufactur- und Commerzcollegiums sowie zum Assessor bei der Salzadministration. Letzteres bewirkte seine Mitwirkung in chemisch-technologischen Fragestellungen im Ressort des Ministers Carl August von Struensee. Wegen eines Aufstandes auf der Zuckerinsel San Domingo (Haiti) wurde Zucker 1791 in Preußen knapp und teuer. Hermbstädt sollte daher nach Ersatzlösungen suchen. Obwohl Andreas Sigismund Marggrafs und Franz Karl Achards Arbeiten bekannt waren, führte Hermbstädt eigene Untersuchungen an einheimischen Pflanzen wie Türkischem Weizen, Bärenklau, Birken, Rüben und anderen Pflanzen durch. Letztlich blieben seine Arbeiten, wie die seines „Widersachers“ Achard, im ausgehenden 18. Jahrhundert ohne Erfolg.
Hermbstädt beschäftigte sich mit fast allen Anwendungen der damaligen Technologie, der Landwirtschaft und der Pharmazie, veröffentlichte darüber Abhandlungen und sorgte so für eine Verbreitung des vorhandenen Praxiswissens. Er befasste sich u. a. mit der Einrichtung einer Zuckersiederei, Druckverfahren, Herstellung von Bleiweiß, Färberei, Gerberei, Branntweinherstellung, Bierbrauen, Veredelung von Flachs und Hanf, Kultivierung der Tabakpflanze und vielen anderen Technologien.
1810 wurde Hermbstädt zum Geheimen Medizinalrat ernannt und auf Vorschlag von Alexander von Humboldt und Johann Gottfried Hoffmann als außerordentlicher Professor für Technologie (technologische Chemie) an die neu gegründete Universität Berlin berufen.
Bereits im November 1810 versuchten Rektor und Senat der Universität Berlin die „Section für öffentlichen Unterricht“ im Innenministerium dafür zu gewinnen, beim König „den Herrn Geheimen Rath und Profeßor extraordinarius Hermbstaedt zum ordentlichen Profeßor der Technologie, jedoch ohne eine eigene Besoldung“ vorzuschlagen. Die Sektion jedoch hielt „es überhaupt nicht für gut, wenn Männer, die schon in andern Geschäfts Verhältnißen leben, Antheil an den, mit den ordentlichen Professuren in der Regel verbundenen, Facultäts-Arbeiten erhalten.“
Von 1801 bis 1809 war Hermbstädt Ehrenmitglied der Akademie der Wissenschaften in Berlin ohne Besoldung.
Ab 1811 war er dort ordentlicher Professor für Chemie und Technologie.
Ab 1816 hielt Hermbstädt auch Vorlesungen an der Bergakademie.
1786 wurde Hermbstädt Mitglied der Kaiserlichen Leopold.-Carolin. Akademie der Naturforscher (Leopoldina), 1786 der Kurmainzischen Akademie nützlicher Wissenschaften zu Erfurt, 1800 der Königlich Preußischen Akademie der Wissenschaften in Berlin und 1832 der Königlich Bayerischen Akademie der Wissenschaften in München. Seit 1811 war er Ehrenmitglied der Russischen Akademie der Wissenschaften in Sankt Petersburg. Zudem war er Mitglied der Johannisloge Zur Eintracht in Berlin.
Wesentlichen Einfluss hatte Hermbstädt auch auf das chemische Denken seiner Zeit. Seine Übersetzung der Werke Lavoisiers, dessen Traité élémentaire des chimie er als Des Herrn Lavoisiers System der antiphlogistischen Chemie 1792 herausgab, führte zu einer raschen Abkehr von der Phlogiston-Theorie. Auch um die rasche Verbreitung der neuen chemischen Nomenklatur (Lavoisier, Berthollet, Guyton de Morveau, 1787) hat sich Hermbstädt verdient gemacht.

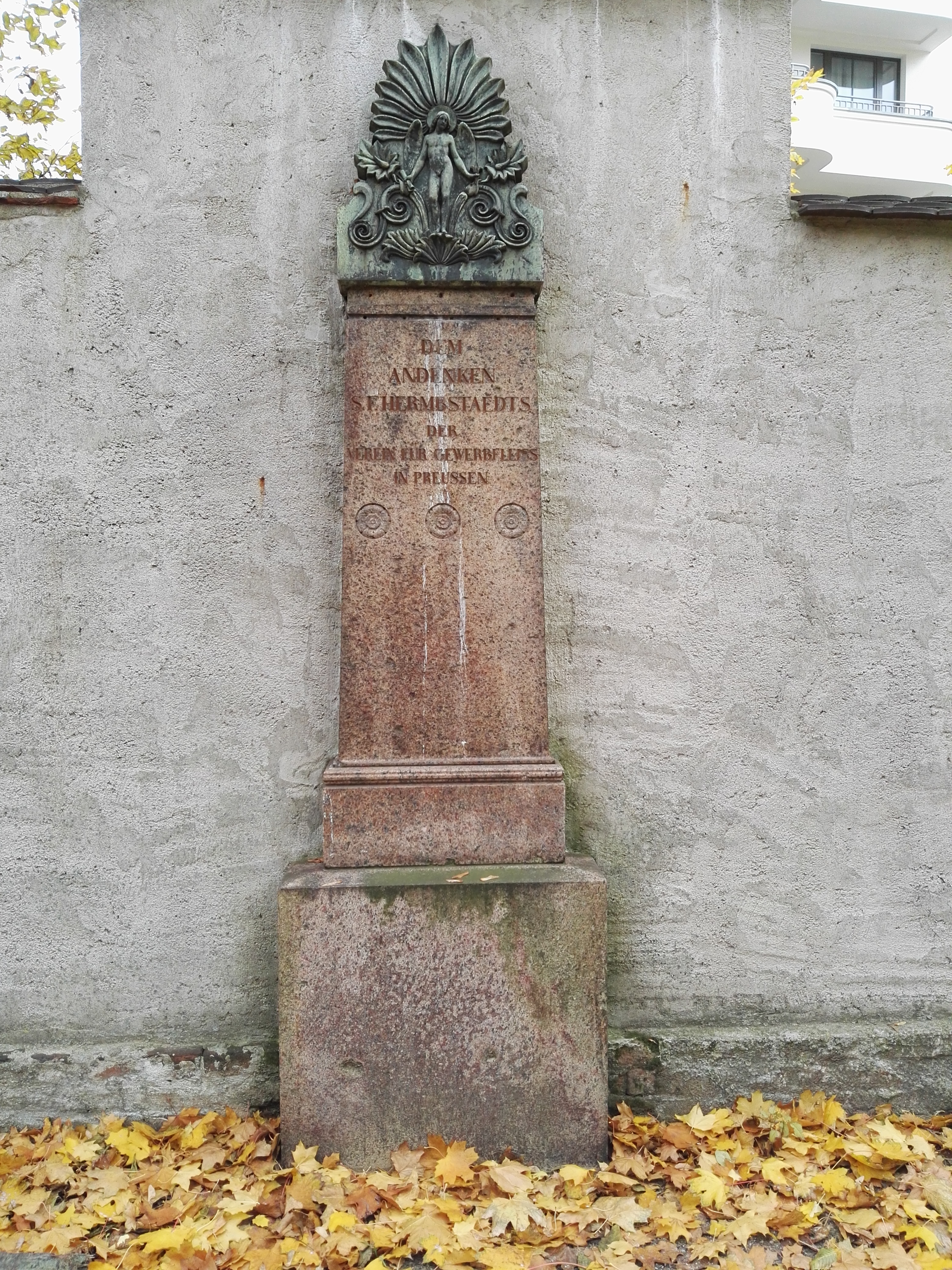
Grabstätte

Er ist auf dem Friedhof der Dorotheenstädtischen und Friedrichswerderschen Gemeinden in Berlin-Mitte bestattet.

## Leistungen
- Herstellung von Oxalsäure durch Oxidation von Weinsäure mit Salpetersäure (1782)
- Verbreitung der neuen chemischen Nomenklatur nach Lavoisier
- Eintreten für die Oxidationstheorie Lavoisiers
- Darstellung und Verbreitung moderner Herstellverfahren
- Mittler zwischen Wissenschaft und Produktion (Unternehmensberater)
- Herausgeber und Redakteur verschiedener Zeitschriften für Gewerbe und Landwirtschaft

## Schriften
- Physikalisch-Chemische Versuche und Beobachtungen. 2 Bände, Berlin 1786/1789.
- Systematischer Grundriss der allgemeinen Experimentalchemie : zum Gebrauch seiner Vorlesungen entworfen. Rottmann,  Berlin 1791 (Band 1–3) Digitalisierte Ausgabe der Universitäts- und Landesbibliothek Düsseldorf
- Katechismus der Apothekerkunst. Berlin 1792.
- Systematischer Grundriss der allgemeinen Experimentalchemie, 1792
- Grundriß der Experimentalpharmacie : zum Gebrauch beym Vortrage derselben entworfen. Rottmann, Berlin 1792 (Band 1–2) Digitalisierte Ausgabe der Universitäts- und Landesbibliothek Düsseldorf
- Beitrag zur Geschichte der Krankheit und letzten Lebenstage des Königs Friedrich Wilhelm II., 1798, Digitalisat
- Handbuch der pharmaceutischen Praxis oder Erklärung der in den Apotheken aufgenommenen chemischen Zubereitungen : mit ganz vorzüglicher Rücksicht auf die neue preussische Pharmacopoe und nach physisch-chemischen Grundsätzen entworfen. Berlin 1801. Digitalisierte Ausgabe der Universitäts- und Landesbibliothek Düsseldorf
  - 2. Aufl. / nach dem Tode des Verfassers hrsg. von Sigismund Friedrich Hermbstädt. Leipzig 1808 Digitalisierte Ausgabe der Universitäts- und Landesbibliothek Düsseldorf
- Grundriss der Färbereikunst, 1802
- Allgemeine Grundsätze der Bleichkunst oder theoretische und praktische Anleitung zum Bleichen des Flachses, der Baumwolle, der Wolle und Seide, so wie der aus ihnen gesponnenen Garne, und gewebten oder gewürkten Zeuge : nach den neuesten Erfahrungen der Physik, Chemie und Technologie bearbeitet / von Sigismund Friedrich Hermbstädt. Realschulbuchhandlung, Berlin 1804 Digitalisierte Ausgabe der Universitäts- und Landesbibliothek Düsseldorf
- Archiv der Agrikulturchemie für denkende Landwirte, 7 Bde. 1804–1817.
- Chemisch-technologische Grundsätze der gesammten Ledergerberey : oder theoretische und praktische Anleitung zur rationellen Kenntniß und Ausübung der Lohgerberey, der Corduan- und Saffiangerberey, der Juftengerberey, der Weiß- und Sämischgerberey, und der Pergamentfabrikation. Berlin 1805–1807. Digitalisierte Ausgabe der Universitäts- und Landesbibliothek Düsseldorf
- Grundriß der Färbekunst oder allgemeine theoretische und praktische Anleitung zur … Wollen-, Seiden-, Baumwollen- u. Leinenfärberey … 2. durchaus verb. und verm. Ausg. Berlin 1807 Digitalisierte Ausgabe der Universitäts- und Landesbibliothek Düsseldorf
- Wissenschaft des Seifesiedens, 1808
- Grundriß der theoretischen und experimentellen Pharmacie zum Gebrauch bey Vorlesungen und zur Selbstbelehrung beym Mangel des mündlichen Unterrichts für angehende Aerzte, Wundärzte und Apotheker entworfen / von Sigismund Friedrich Hermbstädt. – 2., durchaus umgearb. u. verb. Aufl. – Berlin, 1808 (Band 1–2) Digitalisierte Ausgabe der Universitäts- und Landesbibliothek Düsseldorf
- Bulletin des Neuesten und Wissenswürdigsten aus der Naturwissenschaft, so wie den Künsten, Manufakturen, technischen Gewerben, der Landwirthschaft und der bürgerlichen Haushaltung. Amelang, Berlin 1809–1813 (Digitalisat)
- Fabrikation des Rums in Indien, 1813
- Anleitung zur praktisch-ökonomischen Fabrikation des Zuckers aus den Runkelrüben : nebst e. Anweisung zur Fabrikation des Syrups und Zuckers aus Stärke, aus Ahornsaft, aus Aepfeln und Birnen, aus Weinmost, aus Pflaumen, aus Moorrüben, aus Mais etc., so wie zur Benutzung jener Substanzen auf Branntwein und auf Essig ; mit 5 Kupfern. Realschul-Buchhandlung, Berlin 2. Ausg. 1814 Digitalisierte Ausgabe der Universitäts- und Landesbibliothek Düsseldorf
- Anleitung zur Fabrikation des Syrups und des Zuckers aus Stärke …., Realschul-Buchhandlung, Berlin 1814 Digitalisierte Ausgabe der Universitäts- und Landesbibliothek Düsseldorf
- Chemische Grundsätze der Kunst Bier zu brauen, 1814
- Gewinnung und Raffination des Zuckers, 1815
- Grundriss der Technologie, 1816
- Chemische Grundsätze der Kunst, Branntwein zu brennen, theoretisch und practisch dargestellt : nebst e. Anweisung zur Fabrikation der wichtigsten Liqueure ; mit 12 Kupfertaf. . Amelang, Berlin 1817 Digitalisierte Ausgabe der Universitäts- und Landesbibliothek Düsseldorf
- Chemische Grundsätze der Destillirkunst und Liquörfabrikation; oder theoretisch-praktische Anleitung zur rationellen Kenntniß und Fabrikation der einfachen und doppelten Branntweine, der Créme's, der Oele, der Elixire, der Ratafia's und der übrigen feinen Liquöre : mit vier Kupfertafeln. Amelang, Berlin 1819 Digitalisierte Ausgabe der Universitäts- und Landesbibliothek Düsseldorf
- Chemische Grundsätze der Kunst, Bier zu brauen : oder Anleitung zur theoretisch-praktischen Kenntniß und rationellen Beurtheilung der neuesten und wichtigsten Entdeckungen und Verbesserungen in der Bierbrauerei, nebst Anweisung zur praktischen Darstellung der wichtigsten in Deutschland und in England gebräuchlichen Biere und einiger ganz neuen Arten derselben. Amelang, Berlin 3. Aufl. 1826 (Band 1–2) Digitalisierte Ausgabe der Universitäts- und Landesbibliothek Düsseldorf
- Gemeinnütziges Handbuch oder Anleitung, wollene, seidene, baumwollene und leinene Zeuge ächt und dauerhaft selbst zu färben, zu bleichen und ohne Zerstörung der Farben zu waschen : so wie zur Selbszubereitung der gemeinen und der feinen Seifenarten, der Essige, Moutarden, künstlichen Weine, wein- und bierartigen Getränke, künstlichen Hefen, verschiedener Arten Tinte, Räuchermittel und anderer nützlicher Gegenstände ; zur wirthschaftlichen Benutzung für städtische und ländliche Haushaltungen / von Sigismund Friedr. Hermbstädt. Amelang, Berlin 1827 Digitalisierte Ausgabe der Universitäts- und Landesbibliothek Düsseldorf
- Anleitung zur chemischen Zergliederung der Vegetabilien überhaupt und der Getreidearten insbesondere, 1831